# Hobbseus
Hobbseus é um género de crustáceo da família Cambaridae.
Este género contém as seguintes espécies:
- Hobbseus attenuatus
- Hobbseus cristatus
- Hobbseus orconectoides
- Hobbseus petilus
- Hobbseus valleculus
- Hobbseus valobushensis